# Мацара II (Трапани)
Мацара II је насеље у Италији у округу Трапани, региону Сицилија.
Према процени из 2011. у насељу је живело 1270 становника. Насеље се налази на надморској висини од 44 м.